# Fehérvári jog

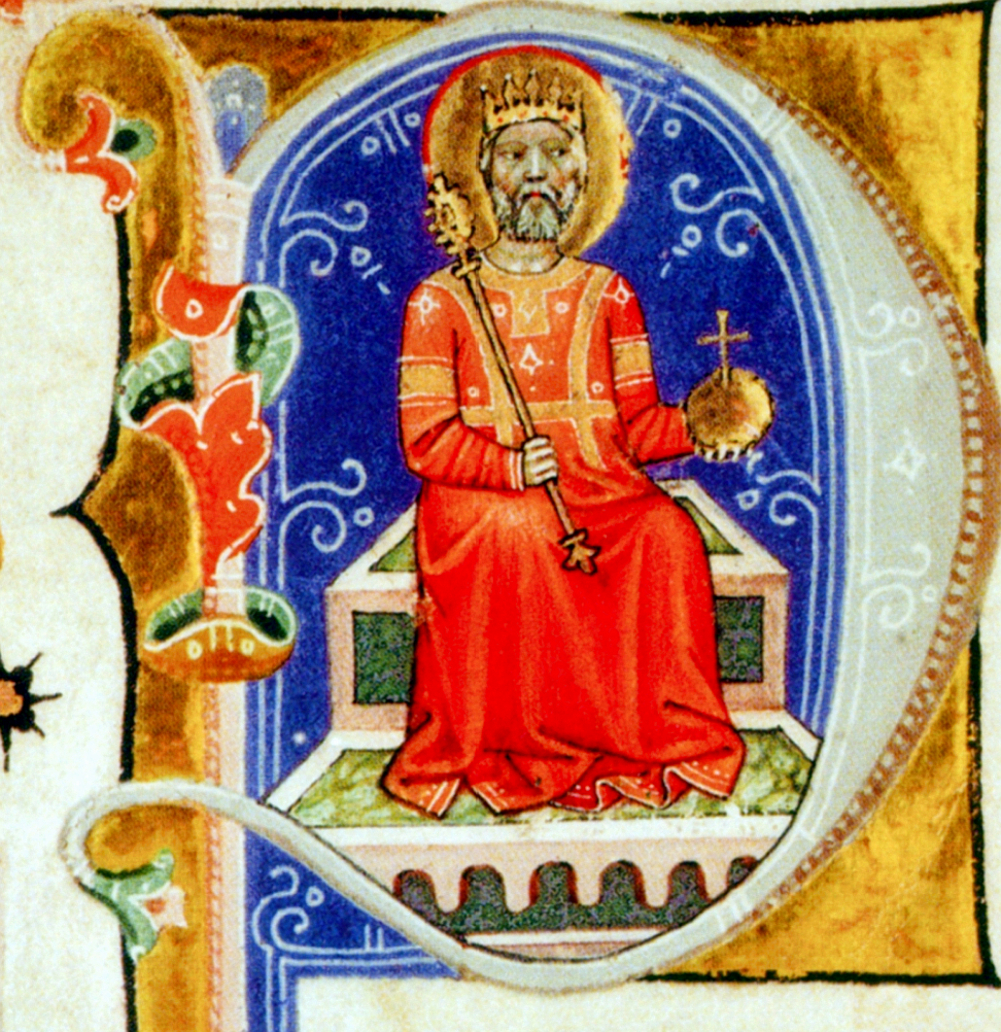
Szent István király, Képes krónika

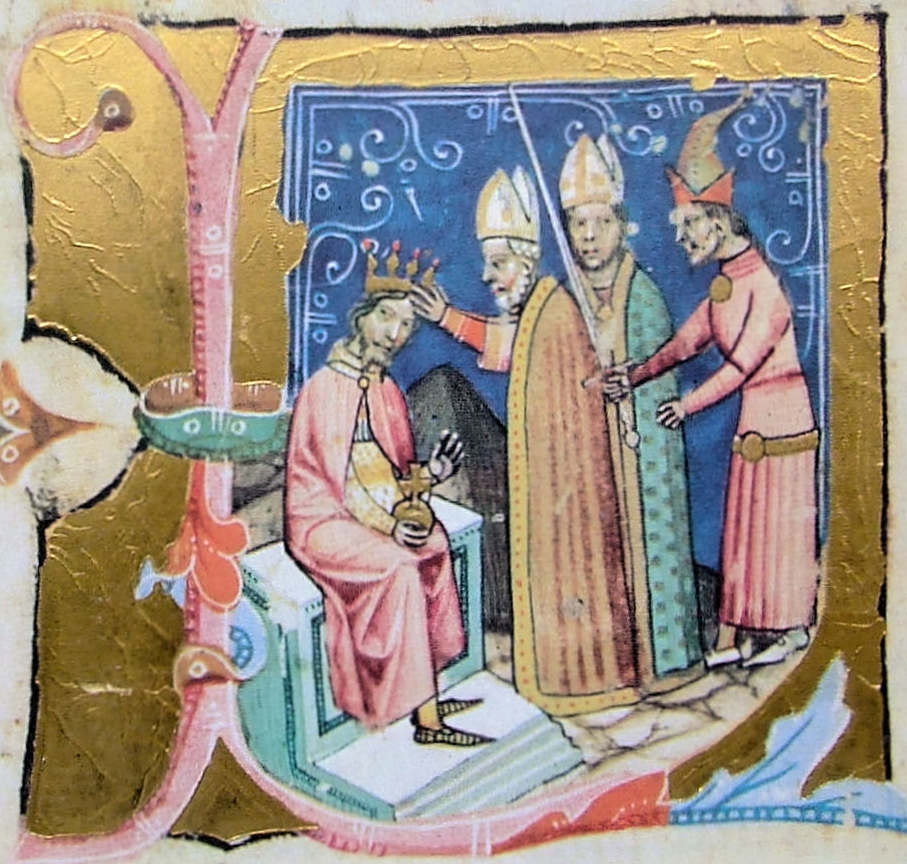
III. István királlyá koronázása, a Képes krónika miniatúrája

A fehérvári jog a magyar városok önkormányzati jogalapját képező szabadságjogcsalád, amit elsőként a Magyar Királyság világi fővárosának számító Székesfehérvár kapott meg, mely ezzel első igazi városunkká alakult. A hagyomány szerint már Szent István király is ellátta különleges jogokkal uralkodói székhelyét, ám az első privilégiumokat, melyekre konkrét bizonyítékaink vannak, III. István király adományozta Fehérvárnak 1170 körül, ezeket a kiváltságokat aztán IV. Béla erősítette meg 1237-ben. III. István több mint egy évszázaddal később uralkodott Szent István után, ám ha csak tőle kapta első privilégiumait a település, akkor is a legelső, jogaiban is megerősített magyarországi városról beszélünk Székesfehérvár kapcsán.
Magyarországon a valódi városiasodás ugyan évszázados késéssel indult meg, a fehérvári jog a korabeli Európában mégis igen korszerűnek és időtállónak számított, hiszen a kiváltságolt városok sokféle funkciójú, változatos jogokkal, összetétellel, építkezési móddal rendelkeztek. A XIII. század közepétől kezdve fehérvári jogok nélkül egy települést sem lehetett városnak tekinteni, ennélfogva évszázadokig volt mérvadó a várossá válások folyamatában a belőle később kialakuló budai joggal egyetemben.

## Története

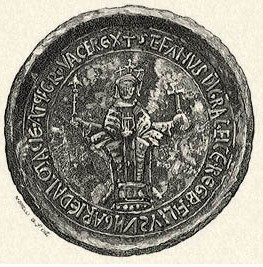
III. István királyi pecsétje. Valószínűleg egy ilyen bulla hitelesítette a fehérváriak első kiváltságlevelét is

"A tatárjárás után keletkezett városoknál, melyek privilégiumát gazdasági fejlődés nem előzi meg, szintén nem találunk külföldi jogból származó jogokat, a mi annak tulajdonítható, hogy ekkor már voltak kifejlett városaink, melyek jogát az ujonnan alapítottak átvehették. A szerint már most, hogy mely város jogára történik hivatkozás, megkülönböztethetünk egyes csoportokat, de tényleges filiális viszonyról beszélni e városok közt még korai volna. A gyakorlat ingadozó, sőt az is előfordul, hogy valamely város kiváltságában több más városra történik hivatkozás. Leggyakrabban Fehérvár és Buda említtetnek az új kiváltságolásnál s mondhatjuk, hogy az Árpádkorban a magyar városok egy jogcsaládba tartoznak, melynek fejeként a fehérvári jog szerepel." (Hóman Bálint: Új irány a fejlődésben)
Székesfehérvár topográfiája, polgári elemének kialakulása a korai magyar városok sorsának egyik legjobb példája. Nem vitás, hogy a legkorábbi városjellegű településünk volt. Vására, mértékegységei (pl. Pondus Albensis) már a 11. században gazdasági központtá tették. Királyi székhellyé és szakrális központtá is igen korán kialakult. A városi funkciókat betöltő település felett a joghatóságot kezdetben kizárólag a király, majd a király és az egyházi testületek együttesen gyakorolták. Amikor a város falain belül a nyugati polgári elem megjelent, már nem szerezhette meg az egész város feletti joghatóságot, bár jogait a király biztosította. Élénk gazdasági és politikai központ maradt ugyan a török hódoltságig, s a városi szervezet megerősödött benne, kiterjesztve a polgárság fennhatóságát a külvárosok egy részére is, de egyeduralomra a polgárság sohasem jutott.
Ennek ellenére Fehérvár és a fehérvári kiváltság jelentősége igen nagy, mert úttörő volt a 12. századi Magyarországon, s előkészítette a későbbi századokban várossá emelkedő településeink útját.

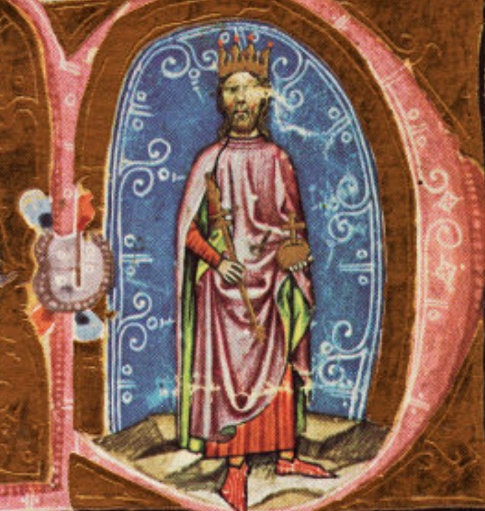
IV. Béla ábrázolása a Képes krónika egy miniatúráján

Lényegében ugyanaz volt a 12. század derekától kezdve beköltöző idegen telepesek, a hospesek joga is, mint a polgároké. A régebben városprivilégiumnak tartott olaszi és krakkói kiváltságlevelek is elsősorban a szabad bíróválasztást és a telepesek feletti bíráskodást biztosították. A különbség a fehérvári jog, így általában a későbbi városjogok és a hospesek jogai között igazságszolgáltatás terén az volt, hogy míg a városokban minden ügy a város bírósága alá tartozott, addig a hospesek bírája legtöbbször csak az alsóbb ügyekben ítélkezhetett, a cause maiores (emberölés, vérontás, stb.) nem tartozott illetékessége körébe. Másrészt, míg a városok fellebbviteli hatósága közvetlenül a király volt, addig a hospesek a király megbízottjához vagy saját földesurukhoz fellebbezhettek. A hospeseknek adott kiváltság célja nem a bírói immunitás biztosítása volt, hanem a hospesek saját szokásjogának alsóbb fokon való érvényesítése. A magyar fejlődés szempontjából nézve mindkét esetben a királyi területek zárt igazgatási és igazságszolgáltatási rendszerének megbontásáról volt szó. Mindkét előjog a királyi bírák által alkalmazott magyar szokásjogtól eltérő jogrendszert honosított meg, és mindkettő megszüntette a királyi ispán közvetlen joghatóságát.
A fehérvári szabadságjogot a fehérvári polgárok (zömében latinok) számára IV. Béla király erősítette meg 1237-ben, mivel a Szent Istvánnak tulajdonított, valójában azonban valószínűleg III. István király által kiadott kiváltságlevél elégett. Ennek egyetlen cikkelye maradt ránk egy 15. századi oklevélben, mely szerint a fehérváriak országos vámmentességet élveztek. A polgárok (latinul: cives vagy hospites) bírájukat és 12 esküdtjüket maguk választották. Ez a testület ítélkezett a polgárok minden peres ügyében akár polgári, akár büntetőperről volt szó. Joguk volt városi bíróság működtetésére, szabad emberek fehérvári letelepítésére. Lehetséges, hogy plébánosválasztási jogot is kaptak. A fehérvári szabadság a 13. században kialakuló magyar városi jog alapját képezte. A fehérvári jogra való hivatkozás már 1217-ben megtalálható egy hamisított garamszentbenedeki kiváltságban, de fehérvári szabadságban részesült például Nagyszombat (1237), Nyitra (1248), Győr (1271), Szatmár (1271) és Sopron (1277) is. A 15. századtól már nem hivatkoztak közvetlenül a fehérvári jogra, hiszen a belőle kialakult budai jog vált mérvadóvá.

## Tartalma
A fehérvári jog tartalmáról annyit tudunk, amennyit IV. Béla 1237. évi privilégiuma és a más városok privilégiumaiban levő hivatkozások elárulnak:
- 12 esküdt választása,
- szabad önkormányzat,
- városi bíróság működtetése,
- országos vámmentesség,
- szabad emberek letelepítésének engedélye,
- városfal építése,
- szabad plébánosválasztás.

Továbbá Székesfehérvár és néhány más város esetében valószínűsíthető az árumegállító jog is.
A felsorolt pontok nem merítik ki a fehérvári jog tartalmát, de valószínű, hogy ezek voltak a legfontosabbak.

## A fehérvári jog emlékműve

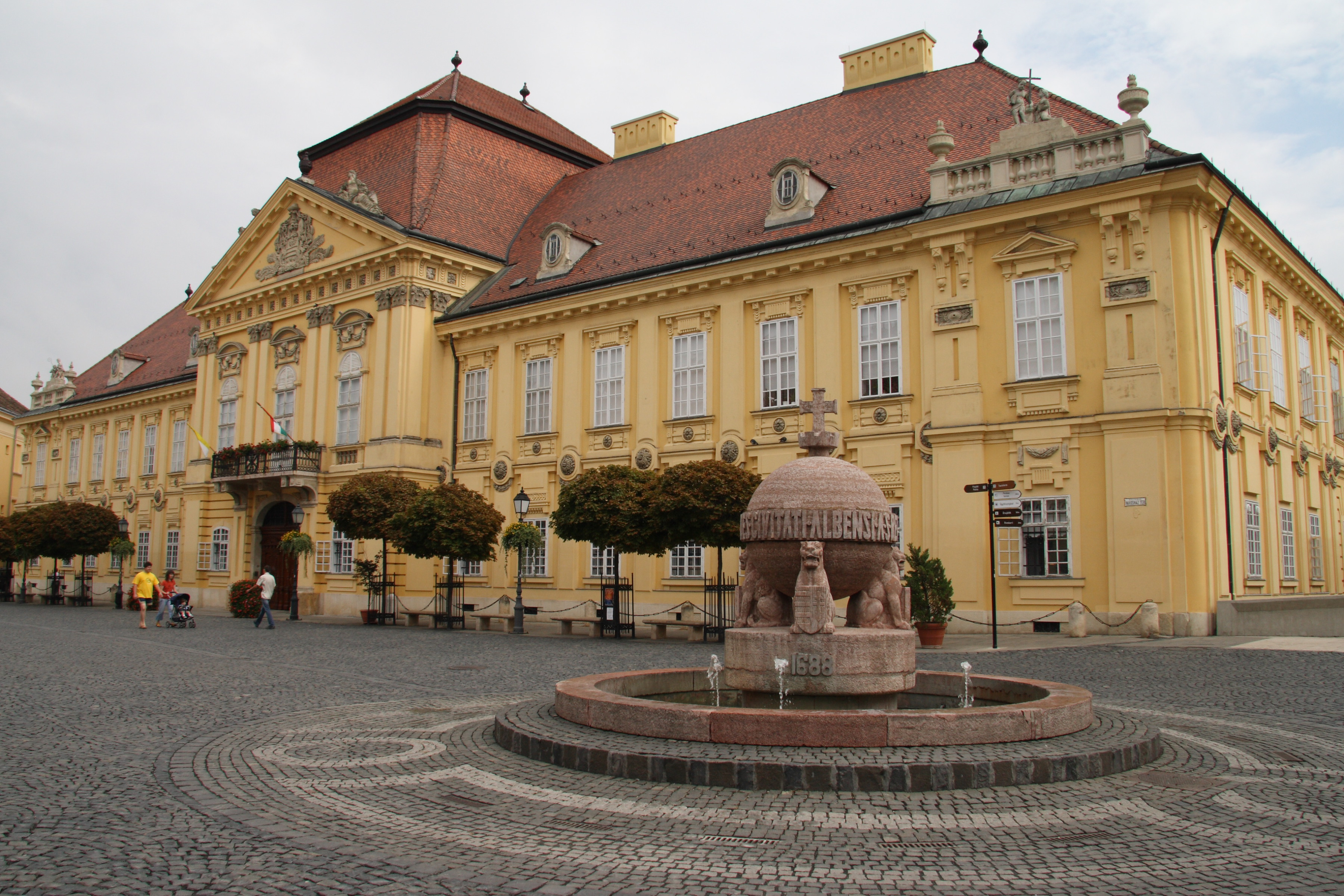
Az Országalma a püspöki palota előtt a székesfehérvári Városház téren

A fehérvári jog előtt tisztelgő műalkotást, az Országalmát Ohmann Béla készítette 1943-ban. Székesfehérvár belvárosában, a Városház téren áll. Az emlékmű hivatalos neve Fehérvári jog, a köznyelvben mégis Országalmaként vált ismertté. Az emlékmű továbbá Székesfehérvár történelmi jelentőségét szimbolizálja, és jelképezi a magyar államiság folytonosságát is.

Körbefutó latin nyelvű felirata: 
Libertates Civitati Albensi a S. Rege Stephano concessæ
 azaz: Fehérvár szabadságjogait Szent István adományozta.